# Burg Le Hâ

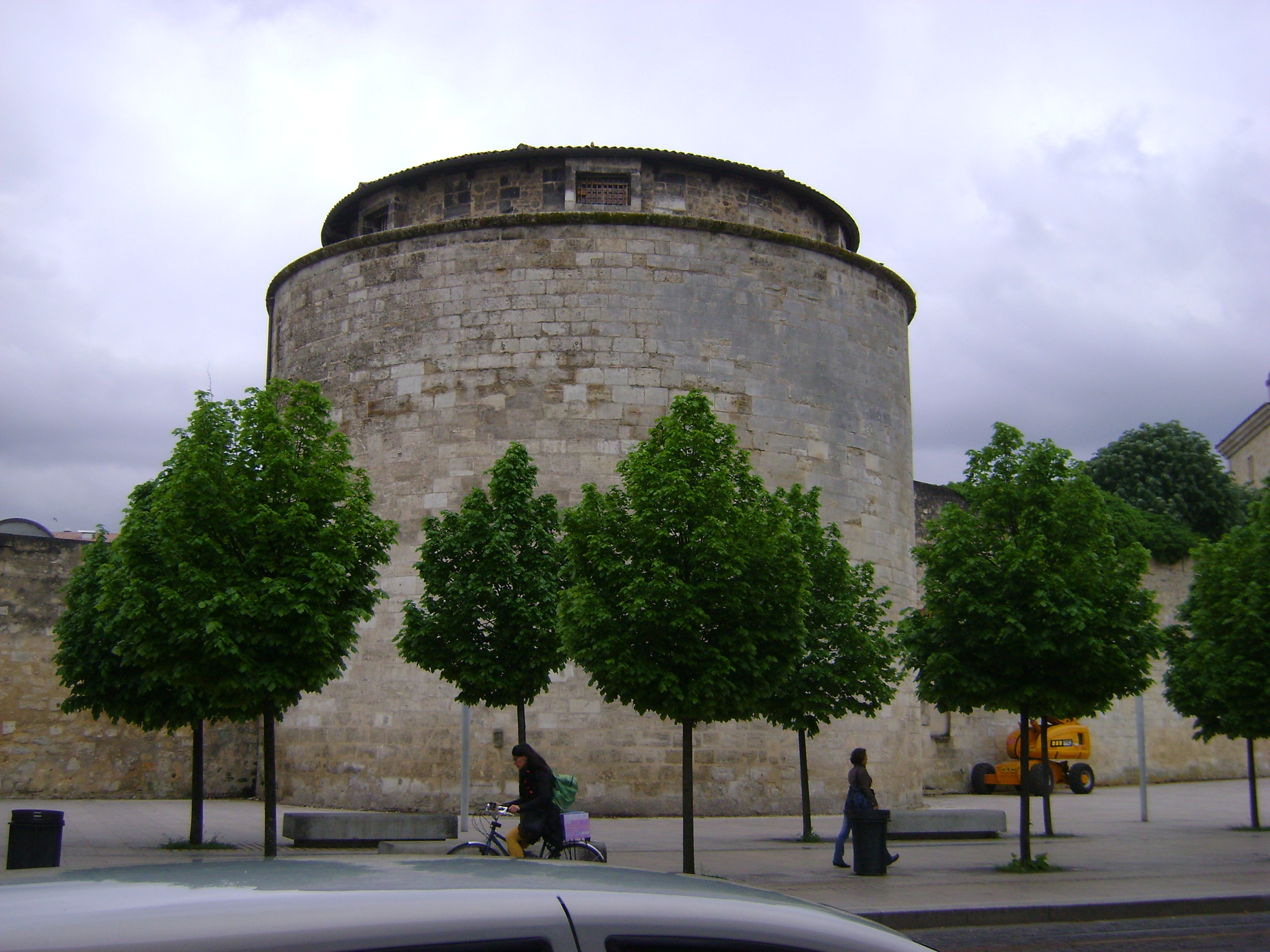
Ein erhaltener Turm der Burg

Die Burg Le Hâ (französisch Château du Hâ oder Fort du Hâ) war eine Zwingburg zur Kontrolle von Bordeaux, von der nur mehr geringe Teile erhalten sind. Die Anlage ist seit dem Jahr 1965 in Teilen als Monument historique eingestuft.

## Geschichte
König Charles VII ließ nach dem Ende des Hundertjährigen Kriegs und seiner Eroberung von Bordeaux zwei Festungen errichten, die die permanente Kontrolle über die Stadt sichern sollten: das Château Trompette und das Château du Far (später Hâ). Für letzteres wurde der Grundstein am 24. Januar 1456 gesetzt. In der Folge residierte hier Charles de Valois, der Bruder Ludwigs XI. Im Oktober 1572 diente es als Zufluchtsstätte für Protestanten nach der Bartholomäusnacht. 1650 zur Zeit der Fronde war hier eine Verteidigungsstellung gegen die Bordeaux belagernden königlichen Truppen. Ab 1731 diente die Anlage hauptsächlich als Gefängnis. Mehrfache Pläne, es abzureißen, scheiterten an den Zeitumständen. 1835 begann allerdings die tatsächliche Demolierung, mit Ausnahme zweier noch heute erhaltener Türme. Diese wurden am 14. August 1845 als Monument historique unter Denkmalschutz gestellt. Am 19. November 1846 wurde der neue Gefängnisbau eröffnet (Architekt war Joseph Thiac). 
Während der Deutschen Besetzung Frankreichs im Zweiten Weltkrieg diente der Turm als politisches Gefängnis, unter anderem für Édouard Daladier, Georges Mandel und den bonapartistischen Prätendenten Napoléon Louis Bonaparte. Auch Widerstandskämpfer wurden in der Burg Le Hâ interniert. Einige wurden von dort in KZs deportiert, andere im Camp du Souge erschossen. Nach der Befreiung wurde die Festung auch für die Inhaftierung von Kollaborateuren und weiteren Gefangenen benutzt, beispielsweise des Deutschen Friedrich-Wilhelm Dohse, der in Bordeaux die Leitung der Gestapo mitzuverantworten hatte. 
Eine Gedenktafel trägt die Inschrift: „Nach Errichtung eines neuen Gefängnisses wurde der Bau aus dem 19. Jahrhundert demoliert und an seiner Stelle eine Verwaltungshochschule errichtet.“